# Hikyaku

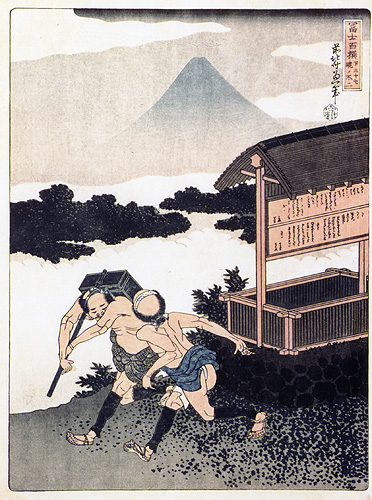
Hikyaku da una silografia di Hokusai

Gli Hikyaku (飛脚, letteralmente "piedi volanti") erano dei corrieri a piedi che portavano lettere, documenti, lettere di cambio e piccoli pacchi lungo le strade postali del Giappone feudale.

## Periodo Nara

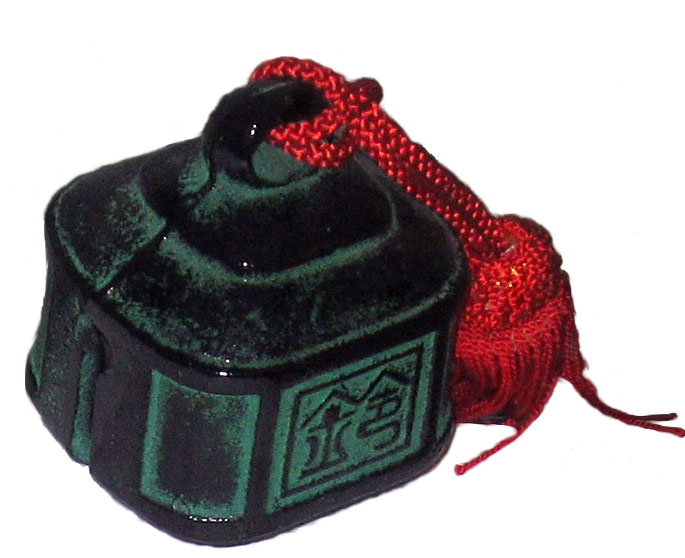
Una "campana postale"

Durante il periodo Nara, e precisamente nel 646, il governo introdusse nella regione di Kyoto un sistema di posta dei cavalli ad imitazione di quello della Cina T'ang. Nel 718 le stazioni di posta furono estese ad altre regioni per tenere i rapporti con la capitale Nara. 
Il sistema amministrativo di questo periodo, detto Gokishichidō (五畿七道?, "cinque provincie e sette circuiti"), per mantenere i collegamenti fra la capitale e la periferia del regno si avvaleva di messaggeri chiamati ekishi (駅使) che portavano come segno di riconoscimento delle "campane postali" dette ekirei (駅鈴). Questo sistema era ormai collassato quando si affermò lo shogunato Kamakura.

## Periodo Kamakura
Durante lo shogunato di Kamakura fu aggiunto il sistema dei corrieri a piedi, gli hikyaku: fra Kyoto e Kamakura ci mettevano cinque giorni.
Rimaneva tuttavia anche il sistema di staffette a cavallo (roppara hikyaku) che si avvaleva di stazioni di posta: questi corrieri portavano un messaggio dal quartier generale del Rokuhara Tandai (nel quartiere di Higashiyama a Kyoto) fino alla sede dello shogun a Kamakura qualche volta anche solo in settantadue ore.

## Periodo Edo
Con l'affermazione dello shogunato Tokugawa il sistema dei corrieri fu ulteriormente articolato. Shogun, Daimyō e ordini monastici conservarono i loro sistemi postali interni per i loro bisogni. Furono introdotti i collegamenti postali fra Edo e le capitali degli han, ma solo per scopi amministrativi, politici e militari. Il primo servizio postale per i privati fu il sistema di corrieri detto "tre volte", organizzato per le famiglie di samurai. Il sistema venne fondato nel 1615 e prendeva il nome dal fatto che in un mese il corriere faceva tre volte il giro fra Osaka, Kyoto e Edo. 
In generale, nel periodo Tokugawa i principali sistemi di corrieri a piedi univano Edo, Kyoto ed Osaka lungo la Tōkaidō. 

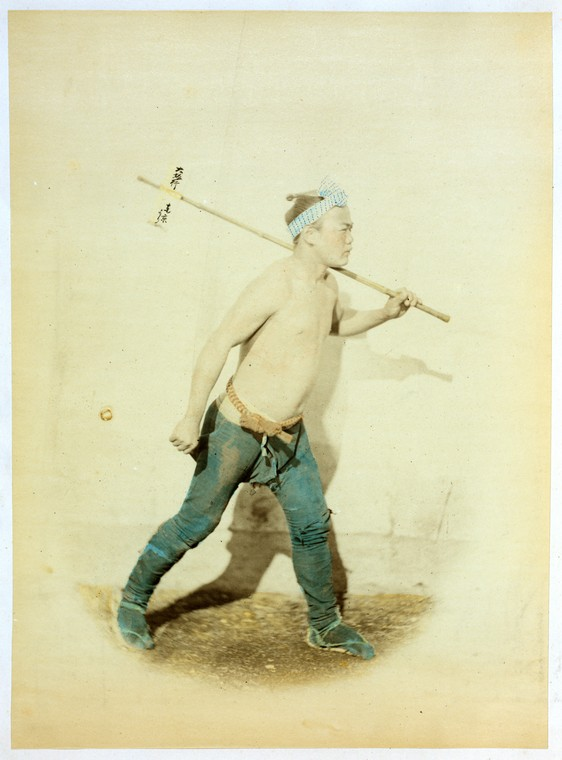
Fotografia colorata a mano di hikyaku fatta da Felice Beato fra il 1863 e il 1877

I servizi postali eserciti da hikyaku erano vari. Il bakufu gestiva gli tsugi-bikyaku (継飛脚), riservati ai funzionari d'alto rango, come i rōjū (consiglieri anziani), il Kyoto shoshidai (rappresentante dello shogun a Kyoto), l'Osaka jōdai (governatore del castello di Osaka), il governatore del castello di Sunpu, i kanjō-bugyō (controllori delle finanze) e gli altri bugyō (ministri).
I maggiori daimyo avevano i loro sistemi postali di corrieri a piedi per collegare la loro residenza di Edo al loro castello feudale. Erano detti daimyo-bikyaku (大名飛脚). In qualche caso collegavano anche i magazzini di riso del feudatario, situati nelle città portuali. Erano dei sistemi completi di stazioni di posta per il riposo o il cambio dei corrieri.
Nel 1663 i mercanti di Kyoto, Osaka e Edo si accordarono per gestire un servizio quotidiano di corrieri a piedi fra le tre città, i cosiddetti machi-bikyaku (町飛脚). Si trattava di un sistema di posta aperto ai privati, sicché chiunque poteva depositare una lettera e le monete postali in un punto di raccolta di una delle tre città e la sera il corriere a piedi prendeva la borsa e partiva. Da Osaka a Edo ci metteva sei giorni.
Vi erano poi i kome-bikyaku (米飛脚), corrieri che portavano notizie circa i prezzi del riso dalla borsa del riso di Dōjima di Osaka; gli hikyaku tonya (飛脚問屋) o hikyaku-ya 飛脚屋, messaggeri commerciali disponibili per tutti; i tooshi-bikyaku (通飛脚) erano corrieri singoli che portavano il messaggio o un pacco, senza cambio, dal mittente al destinatario.
Il servizio dei machi-bikyaku era così puntuale ed affidabile da soppiantare tutti gli altri servizi postali, eccetto che per i dispacci urgenti di stato. Il servizio finì nel 1860, soppiantato dall'uso delle barche e dal telegrafo.